# 田頭愼一
田頭 愼一（たがしら しんいち）は、日本の造船実業家。前畑造船代表取締役社長、取締役会長を歴任。学校法人長崎総合科学大学の評議員、理事を経て、2022年度より理事長を務める。

## 経歴
鹿児島県南さつま市出身。1968年3月、鹿児島県立加世田高等学校卒業。少年時代は模型船造りが趣味だった。1972年3月、長崎造船大学（現：長崎総合科学大学）船舶工学科卒業。
佐世保重工業株式会社（1972年4月入社）、株式会社大島造船（1980年12月入社）を経て、1985年12月に前畑造船鉄工株式会社（後の前畑造船株式会社）へ入社し、設計部長、取締役設計・営業部長、常務取締役、営業部長を歴任。前社長の死去にともない、2008年9月から前畑造船株式会社代表取締役社長を10年間務めた。尊敬する偉人である西郷隆盛の言葉「敬天愛人」を前畑造船の社是と定める。また、佐世保地区造船工業協同組合理事長や、佐世保商工会議所主催の若手人材育成事業「佐世保産業塾」の塾長も務めた。2019年6月、前畑造船株式会社取締役会長に就任し、九州小型船舶工業会会長も務める。2020年6月より母校・長崎総合科学大学の評議員・理事を経て、2022年4月には学校法人長崎総合科学大学理事長に就任。長崎県佐世保市在住（2022年現在）。